# Csincse-patak
A Csincse-patak a Bükk-vidék területén ered Új-hutánál, Borsod-Abaúj-Zemplén vármegyében, majd Négyes és Borsodivánka közt beletorkollik az Eger-patakba 90 m tengerszint feletti magasságban. A Csincse-patak része az Eger–Laskó–Csincse-vízrendszernek és az Eger-patak (Rima-patak) vízgyűjtő területéhez tartozik. Harsánynál és Gelejnél víztárolók létesültek rajta. A Geleji-víztárolóig Csincse-patak a neve. A tározó alatti csatornázott szakasza a Csincse övcsatorna. A Bükkábrány melletti Mátra Erőmű Zrt. által kitermelt réteg- és talajvizek fő befogadója. Mezőnagymihálytól K-re (a Kácsi-patak torkolatánál) ágazik ki belőle a Tiszavalki-főcsatorna.

## Lefolyása
A Csincse-patak a Bükk-vidék területén ered, majd innen déli irányban folytatja útját. Fölsőbb szakaszain igen gyors sodrású is lehet, míg az Egri-Bükkalján keresztülvágva sodrása fokozatosan veszít lendületéből, majd egészen lelassul, ahogyan a patak megérkezik az Alföld északi peremvidékére, a Borsodi-Mezőség hordalékkúpokkal tarkított síkjára. A Csincse-patak az Eger-patakba (itt Rima-patak a neve) torkollik Négyes közelében.
A patak mentén öntéstalaj alakult ki, míg a medrét övező domboldalak főleg agyagos talajokkal borítottak.
A patakban 15-17 halfaj is megtalálható, ezek közül a fölsőbb szakaszon a fejes domolykó dominál, míg az alsóbb részeken az ezüstkárász és keszegfélék a meghatározó halfajok.
Harsányban régen vízimalom működött.

### Vízrajzi adatai
A Csincse vízgyűjtő nagyobb vízfolyásainak főbb adatai:
| Vízfolyás                   | Hossz (km) | Vízgyűjtő terület (km²) | Közepes vízhozam (l/s) | Közepes vízhozam (l/s) |
| Vízfolyás                   | Hossz (km) | Vízgyűjtő terület (km²) | 1                      | 2                      |
| --------------------------- | ---------- | ----------------------- | ---------------------- | ---------------------- |
| Csincse-patak, Nagy-Csincse | 34,2       | 145,1                   | 270                    | 478                    |
| Geszti-patak                | 13,0       | 27,8                    | 50                     | 110                    |
| Kis-Csincse                 | 9,0        | 29,3                    | 30                     | 76                     |
| Kácsi-patak                 | 26,0       | 170,2                   | 385                    | 552                    |
| Sályi-patak                 | 19,0       | 57,2                    | 100                    | 183                    |
| Réti-patak (Száraz-Tó-ér)   | 11,5       | 22,3                    | 10                     | 73                     |
| Gyilkos-ér                  | 7,8        | 18,0                    | 10                     | 78                     |
| Nád-ér, Lator-patak         | 28,5       | 55,5                    | 90                     | 203                    |
| Cserépváraljai- patak       | 8,0        | 13,3                    | 30                     | 40                     |
| Tardi-ér (Orosz-ér)         | 11,5       | 40,7                    | 70                     | 241                    |
| Csincse övcsatorna          | 48,0       | 430,4                   | 1849                   | 1599                   |

## Flórája

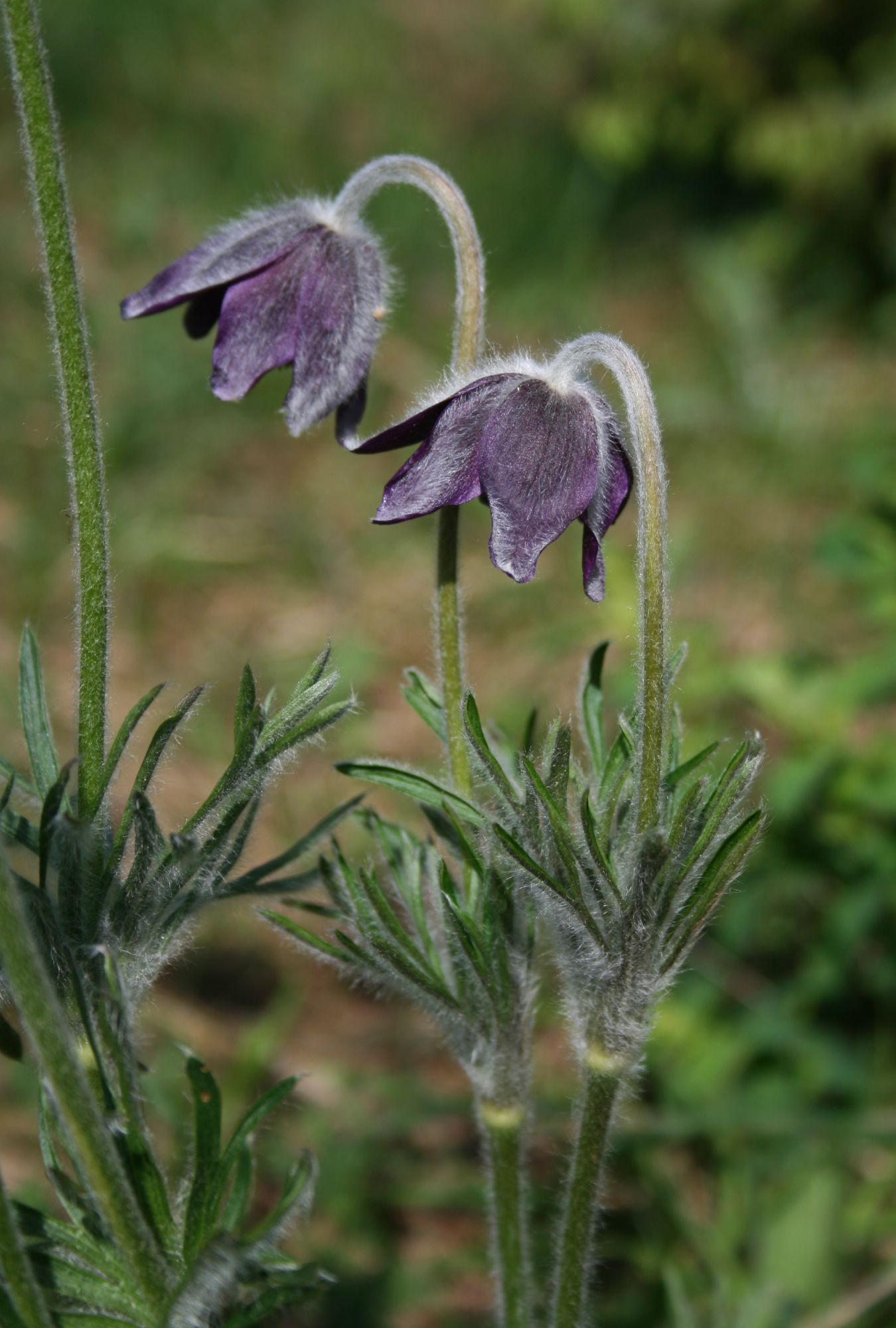
Hegyi kökörcsin (Pulsatilla montana)

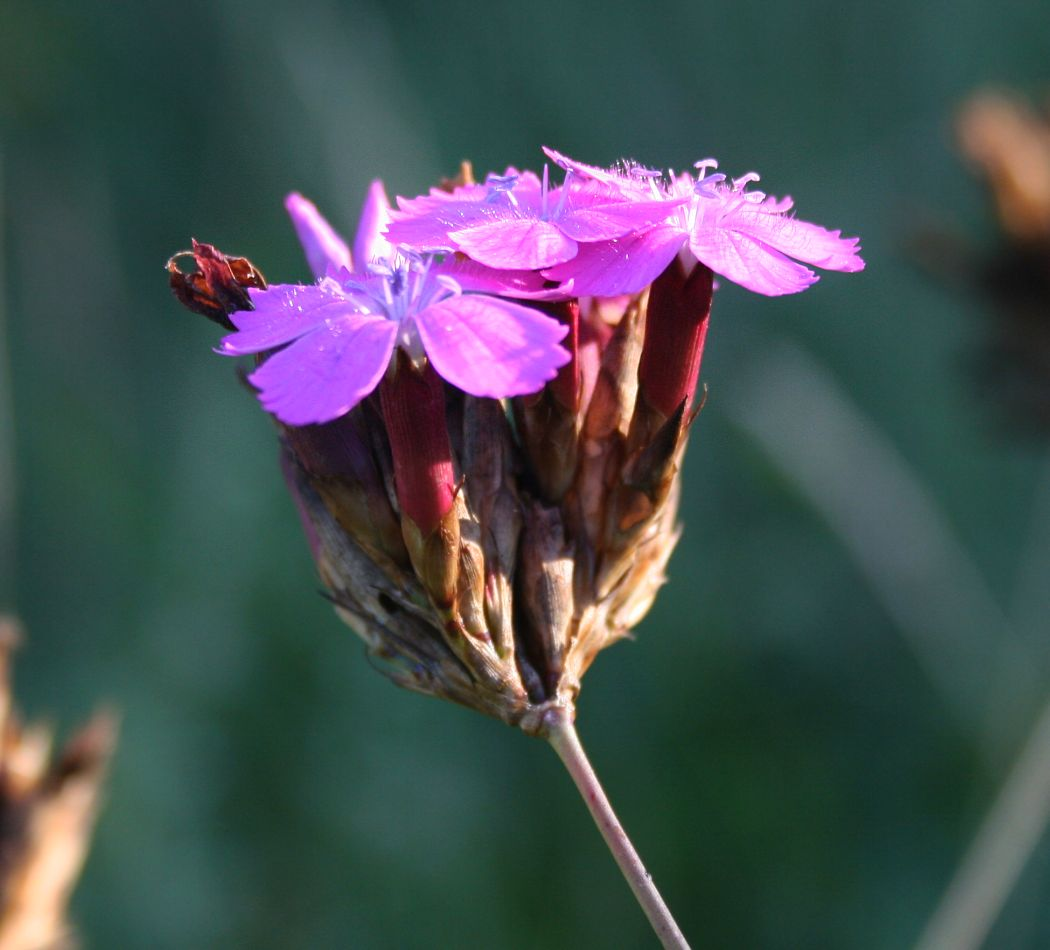
Magyar szegfű (Dianthus pontederae)

A Csincse-patak útja során átvág a Harsány-Kisgyőr közötti völgyön, amely egyben helyi jelentőségű természetvédelmi terület is. A természetvédelmi terület döntő többségében vizes élőhelyek, mocsarak, mocsárrétek találhatóak, míg a domboldalakon erdősztyepprétek figyelhetőek meg. E sztyeppréteken leginkább hegyi kökörcsin (Pulsatilla montana) fordul elő, valamint agárkosbor (Anacamptis morio), magyar szegfű (Dianthus pontederae), nyúlszapuka (Anthyllis vulneraria) és a korábbi erdős puszta egyik maradványnövénye a csepleszmeggy (Prunus fruticosa).

### Faunája

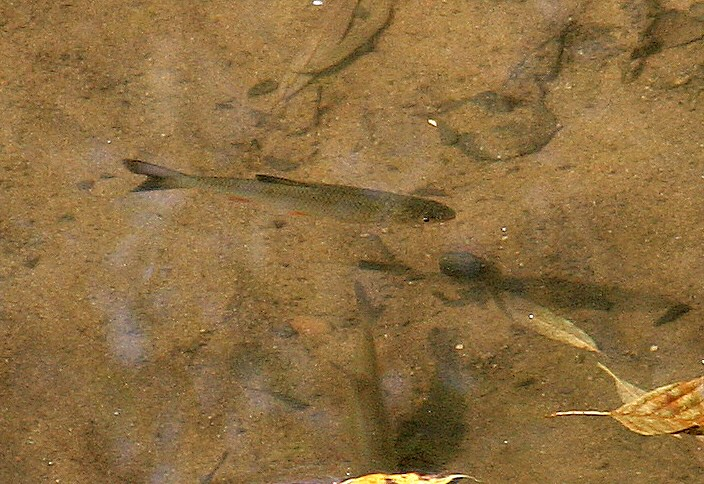
Domolykó

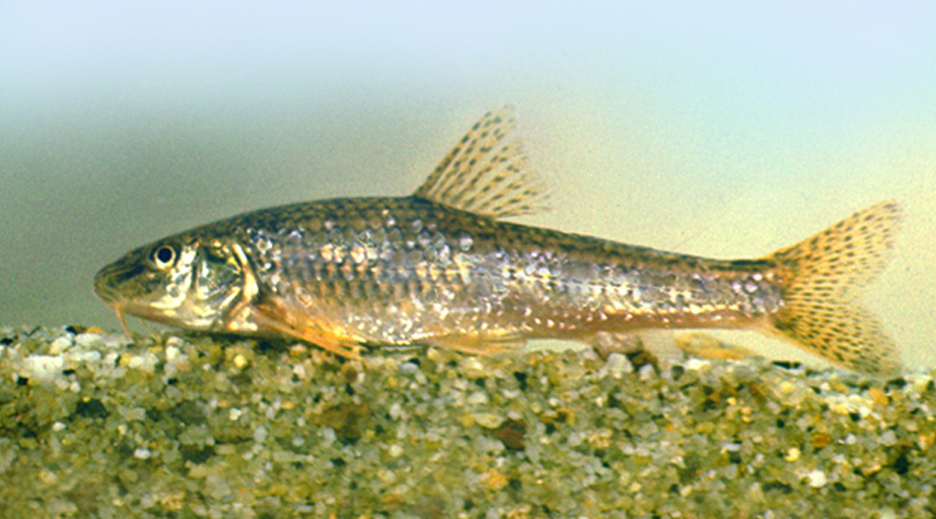
Tiszai küllő

Lepkefajait főleg boglárkalepkék, medvelepkék, illetve a bagolylepke jellemzi. A bükki szitakötő-állomány jó néhány érdekes faja fellelhető e vidéken. Időszakosan előfordul itt a fekete gólya és a békászó sas is. Az emlősöket többek közt a vidrák és különböző denevérfajok képviselik.
A patak halfaunáját a következő halak alkotják: balin (Aspius aspius), bodorka (Rutilus rutilus), csuka (Esox lucius), dévérkeszeg (Abramis brama), domolykó (Leuciscus cephalus), ezüstkárász (Carassius gibelio), fekete törpeharcsa (Ameiurus melas), folyami géb (Neogobius fluvatilis), halványfoltú küllő (Gobio albipinnatus), jászkeszeg (Leuciscus idus), karikakeszeg (Abramis bjoerkna), kövi csík (Barbatula barbatula), küsz (Alburnus alburnus), ponty (Cyprinus carpio), razbóra (Pseudorasbora parva), réti csík (Misgurnus fossilis), sujtásos küsz (Alburnoides bipunctatus), sügér (Perca fluviatilis), süllő (Sander lucioperca), széles durbincs (Gymnocephalus baloni), szivárványos ökle (Rhodeus amarus), tarka géb (Proterorhinus marmoratus), tiszai küllő (Gobio carpathicus), vágó csík (Cobitis elongatoides), vágó durbincs (Gymnocephalus cernua), vörösszárnyú keszeg (Scardinius erythrophthalmus).

## Part menti települések
A Csincse-patak partján fekvő településeken összesen több, mint 5000 fő lakik. A legnagyobb lélekszámú település a patak mentén Mezőnagymihály.
- Harsány
- Csincse
- Vatta
- Gelej
- Mezőnagymihály
- Négyes